# Hazel Henderson
Hazel Henderson, rodným jménem Jean Hazel Mustard, (27. března 1933 – 22. května 2022) byla britsko-americká futuristka a ekologická aktivistka.
Narodila se v Bristolu, kde docházela na Cliftonskou dívčí střední školu. V roce 1957 se provdala za novináře Cartera Hendersona a přestěhovala se s ním do New Yorku; v roce 1962 se stala naturalizovanou občankou. V roce 1967 byla zvolena občanem roku organizací New York County Medical Society (Lékařská společnost okresu New York).
V šedesátých a sedmdesátých letech přispívala do Harvard Business Review. Přednášela na Kalifornské univerzitě v Santa Barbaře. Napsala několik knih, včetně Creating Alternative Futures (1978), The Politics of the Solar Age (1981), Building a Win-Win World (1995) a spolu s Daisaku Ikedou Planetary Citizenship (2004). V češtině vyšla jediná její kniha, Za horizontem globalizace (DharmaGaia, 2001; Beyond Globalization, 1999).
Po rozpadu manželství s Hendersonem (1981) se v roce 1996 provdala za Alana Kaye, který zemřel v roce 2016. Zemřela na rakovina kůže ve věku 89 let v St. Augustine na Floridě.